# 難波田史男
難波田 史男（なんばた ふみお、1941年4月27日 - 1974年1月29日）は、日本の洋画家。東京都世田谷区経堂出身。絵画作品のほか、没後に出版された日記集もある。

## 来歴・人物
東京都世田谷区経堂抽象画家・難波田龍起の二男として生まれる。1957年早稲田大学高等学院に入学、このころは美術や学業よりも読書に熱中していた。大学進学よりも絵画の道を志し1960年文化学院美術科に入学するが、1962年父の知人の勧めで（本人の美術的方向性を生かすため）、文化学院を退学。その後、1965年早稲田大学第一文学部（美術専攻）入学。教授の青柳正広や大沢武雄に師事し、1970年早稲田大学を卒業。文化学院退学後、本格的に画家としての活動を開始（独自の美術制作活動が盛んになる）。1963年「土竜の道」、「終着駅は宇宙ステーション」（絵画）ほか、多数のペンによる素描・色彩画を制作する。1964年、父の知人で画商の伊藤にイラストレーターとしての道を進められ、イラスト「大相撲」シリーズを描くものの、イラストの道にはいりこめなかった。大学在学中も絵画制作活動をしていたが、1966年に始まった大学紛争に衝撃を受ける。1970年以降、美術活動の傍ら、旅行及び放浪することが多い。高校時代から放浪癖はあったらしく、北海道の知人が営む牧場で晴耕雨読の生活を試みたが、挫折している。
1974年九州旅行の帰り道、瀬戸内海にてフェリーより転落溺死、享年32歳。死後、ほぼ毎年、難波田の展覧会が催されている。

## 著書
2008年、出版社・幻戯書房の提案で、弟の所有していた史男の日記、スケッチブック、デッサン帳を編纂した「終着駅は宇宙ステーション」が出版された。